# Leopold Okulicki

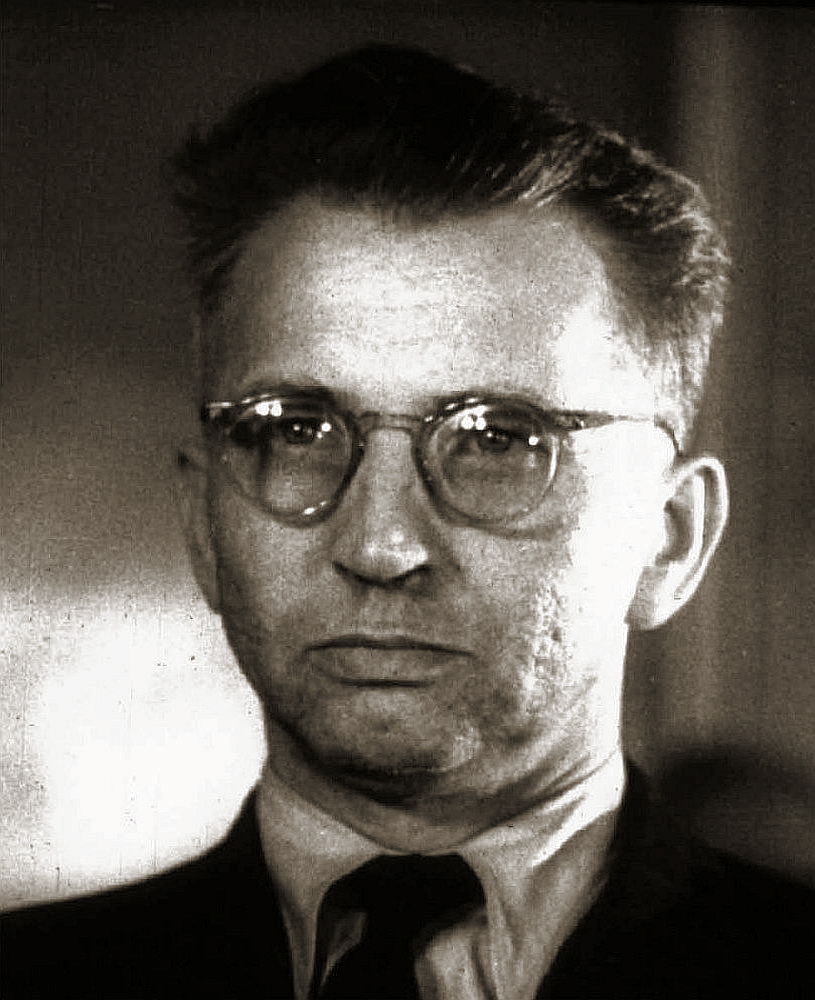
Leopold Okulicki (wahrscheinlich vor 1938)

Leopold Okulicki (Tarnname Niedźwiadek, * 12. November 1898 in Bratucice bei Bochnia, Galizien; † 24. Dezember 1946 in Moskau, Sowjetunion) war Brigadegeneral der polnischen Armee und letzter Kommandant der Polnischen Heimatarmee (Armia Krajowa oder AK).

## Leben
Leopold Okulicki wurde im damals österreichischen Teil des geteilten Polens geboren. Während seiner Schullaufbahn trat er dem Związek Strzelecki, einer polnischen paramilitärischen Organisation, bei. Innerhalb dieser wurde er im Alter von 16 Jahren zum Unteroffizier ausgebildet. Während des Ersten Weltkriegs diente er ab Oktober 1915 in den Polnischen Legionen der k.u.k. Armee.
Nach Kriegsende und der Unabhängigkeit Polens verblieb Okulicki in der polnischen Armee und nahm am Polnisch-Sowjetischen Krieg teil. 1925 schloss er seine Ausbildung an der Militärakademie von Warschau ab. Danach wurde er auf einen Stabsposten in Grodno versetzt. Danach folgte ein Posten am Infanterieausbildungszentrum in Rembertów. Darauf folgte das Kommando über die 13. Infanteriedivision.
Zur Zeit des Kriegsausbruchs mit Deutschland 1939 wurde Okulicki Leiter einer Abteilung im polnischen Heeresoberkommando. Nachdem der Oberbefehlshaber Edward Rydz-Śmigły den Stab aus Warschau evakuiert hatte, blieb Okulicki in der Hauptstadt und nahm an der Verteidigung der Stadt teil. Nach der Besetzung Polens durch deutsche und sowjetische Truppen gelang es Okulicki, sich der Gefangennahme zu entziehen. Er schloss sich dem polnischen Widerstand gegen die Besatzungsmächte an. 1940 übernahm er das Kommando über eine Widerstandszelle in Łódź. Danach entsandte die Armeeführung ihn als Befehlshaber der Widerstandeinheiten, die gegen die sowjetische Besatzung kämpften, nach Lwów.
1941 wurde Okulicki verraten, vom NKWD verhaftet und gefoltert. Nach dem Angriff Deutschlands auf die Sowjetunion wurde er gemäß dem Sikorski-Majski-Abkommen im selben Jahr freigelassen. Er schloss sich der Anders-Armee an, die infolge des Abkommens in der UdSSR aufgebaut wurde, und wurde zu deren Generalstabschef berufen.
Nach einem kurzen Aufenthalt in London wurde Okulicki in das von den Deutschen besetzte Polen beordert, um dort die AK zu unterstützen. Dazu sprang er im Mai 1944 über dem besetzten Polen aus einem Flugzeug der Royal Air Force mit einem Fallschirm ab. Im August und September 1944 gehörte er während des Warschauer Aufstands zum Stab der AK. Nachdem der Aufstand fehlgeschlagen war, wurde er von damaligen AK-Kommandanten Tadeusz Komorowski zum neuen AK-Befehlshaber ernannt, als sich dieser in deutsche Gefangenschaft begab. Komorowski befahl Okulicki, sich nicht in Gefangenschaft zu begeben, sondern Warschau mit den aus der zerstörten Stadt fliehenden Zivilisten zu verlassen und die im Land verstreuten Partisaneneinheiten neu zu organisieren.
Nach der vollständigen Besetzung Polens durch die Rote Armee löste Okulicki die AK offiziell zum 19. Januar 1945 auf. Dennoch lockte der NKWD Okulicki in eine Falle und verhaftete ihn. In einem Schauprozess in Moskau, dem Prozess der Sechzehn, wurde er zu zehn Jahren Lagerhaft verurteilt. Das Lager selbst sah Okulicki nicht mehr. Er starb unter ungeklärten Umständen im Moskauer Gefängnis Butyrka am 24. Dezember 1946.